# Phong tỏa Tây Ban Nha 2020 do đại dịch COVID-19
Để đối phó với sự bùng phát ngày càng gia tăng của đại dịch COVID-19, chính phủ Tây Ban Nha đã tuyên bố tình trạng khẩn cấp và đồng thời áp dụng lệnh phong tỏa quốc gia đối với toàn quốc bắt đầu từ ngày 15 tháng 3 như là một phần của các biện pháp khẩn cấp để chống lại đại dịch COVID-19 bùng phát tại đất nước này. Tất cả người dân được yêu cầu ở nhà ngoại trừ đi làm, mua thức ăn, đến hiệu thuốc, đến bệnh viện hoặc các trường hợp khẩn cấp khác. Lệnh phong tỏa cũng bắt buộc đóng cửa tạm thời các cửa hàng và doanh nghiệp không thiết yếu, bao gồm quán bar, nhà hàng, quán cà phê, rạp chiếu phim và các doanh nghiệp thương mại và bán lẻ.
Thông báo này được đưa ra sau khi số lượng ca nhiễm COVID-19 được xác nhận ở Tây Ban Nha tăng lên một cách đáng kể, tăng 66% từ 3.146 trường hợp lên 5.232 trường hợp vào ngày 13 tháng 3 năm 2020.
Thủ tướng Tây Ban Nha Pedro Sánchez cho rằng đây là một "quyết định phi thường", và là cần thiết vì Tây Ban Nha đang đối phó với một "cuộc khủng hoảng về sức khỏe, xã hội và kinh tế".